# Jindřichův pramen
Jindřichův pramen je minerální pramen vyvěrající v obci Kyselka v okrese Karlovy Vary. Spolu s Ottovým pramenem je jeden ze dvou přístupných pramenů v Kyselce. Je volně přístupný v domě č. p. 95. Pojmenovaný je podle Heinricha Mattoniho.

## Přístupnost
Pramen je volně přístupný v suterénu domu č. p 95 v Kyselce. Cesta k prameni je označena šipkou a odbočkou červené barvy. K prameni se jde po chodníku, který vypadá, jako by vedl do domu, ale není tomu tak, vede za dům, kde jsou otevřené dveře do suterénní místnosti, ve které minerální pramen vyvěrá. Dobře se dá odebrat do lahví.

## Chuť a využití
Pramen není komerčně využíván. Je studenější než Ottův a je také železitější.